# ZNC
O ZNC é um bouncer de rede IRC ou BNC. Ele pode separar o cliente do servidor IRC real e também dos canais seleccionados. Vários clientes de diferentes locais podem ligar-se a uma única conta de ZNC ao mesmo tempo e, portanto, aparecer com o mesmo apelido (nickname) no IRC. Suporta ligações Transport Layer Security e IPv6 .
O ZNC está escrito em C++ e licenciado sob a licença Apache-2.0 .
O programa principal, que já possui vários utilizadores,  reprodução de buffers por canal e redireccionamento DCC transparente, pode ser estendido utilizando módulos. Os módulos podem ser escritos em Python, Perl, Tcl ou C++ .  Os módulos disponíveis incluem funcionalidade de registo, encriptação Blowfish, gestão de utilizadores e canais, funcionalidade de ausência, uma linha de grupo (partyline) e muito mais.  Um módulo muito popular é o webadmin: ele fornece uma maneira de gerir utilizadores e canais de maneira conveniente usando apenas um navegador da web. O ZNC também oferece suporte à falsificação de identidade via oidentd . 
O ZNC está em desenvolvimento desde Julho de 2004   como uma alternativa ao psyBNC e novos lançamentos são feitos regularmente. Ele recebeu críticas favoráveis,   especialmente em comparação com o psyBNC, e tem uma comunidade activa no IRC.
Em meados de 2009, a popularidade do ZNC entre os utilizadores do iPhone aumentou depois que os módulos de notificação para Colloquy  e Growl  foram publicados.
Desde 2012, os clientes de IRC    começaram a se integrar com o ZNC: ao enviar buffers de canal para o cliente, o ZNC usa um timestamp indicando quando cada mensagem foi recebida, e o cliente mostra isso em vez da hora em que o cliente recebeu o buffer. Esta funcionalidade está implementada como uma extensão de protocolo. 